# Nguyễn Đáng
Nguyễn Đáng (16 tháng 11 năm 1925 - 8 tháng 4 năm 1984), tên thường dùng là Nguyễn Văn Trung, tên thường gọi là Năm Trung hay Năm Đáng, là nhà hoạt động Cách mạng Việt Nam, chính khách người Việt Nam. Trong tổ chức của Đảng Cộng sản Việt Nam, ông từng giữ các chức vụ Ủy viên Dự khuyết Ban Chấp hành Trung ương Đảng Cộng sản Việt Nam khóa IV, Ủy viên Ban Chấp hành Trung ương Đảng Cộng sản Việt Nam khóa V và Bí thư Tỉnh ủy Cửu Long (năm 1991, tỉnh Cửu Long phân chia thành tỉnh Vĩnh Long và tỉnh Trà Vinh).
Nguyễn Đáng xuất thân trong một gia đình có liên hệ với Việt Minh và ông đã tham gia các hoạt động liên quan từ khi còn trẻ. Năm 1947, ông gia nhập Đảng Cộng sản Đông Dương (sau này đổi tên thành Đảng Cộng sản Việt Nam). Trong thời kỳ Chiến tranh Đông Dương và Chiến tranh Việt Nam, địa bàn hoạt động chủ yếu của ông là tại khu vực Tây Nam Bộ. Sau năm 1975, ông đảm nhiệm nhiều chức vụ trong bộ máy Đảng và chính quyền địa phương, nổi bật là Bí thư Tỉnh ủy Cửu Long. Ông qua đời do bệnh khi đang tại nhiệm.

## Cuộc đời và sự nghiệp

### Xuất thân và quê quán
Nguyễn Đáng sinh ngày 16 tháng 11 năm 1925 tại ấp Giòng Gòn, làng Huyền Hội, tổng Bình Khánh Thượng, quận Càng Long, tỉnh Trà Vinh thuộc Liên bang Đông Dương (nay là ấp Giồng Bèn, xã Huyền Hội, huyện Càng Long, tỉnh Trà Vinh, Việt Nam). Cha mẹ của ông là ông Nguyễn Văn Tỵ và bà Phạm Thị Huệ lúc bấy giờ đều làm tá điền cho địa chủ Lâm Quang Vĩnh (Lâm Quang So). Hai ông bà có tám người con, sáu trai và hai gái, Nguyễn Đáng là con thứ tư. Gia đình ông theo Việt Minh, ủng hộ và giúp đỡ người của Việt Minh nên bị chính quyền thực dân Pháp lúc bấy giờ truy lùng và hạch sách.
Gia đình Nguyễn Đáng nghèo khó nên ông và anh em không đủ điều kiện đến trường học tập, chủ yếu ở đợ cho nhà địa chủ. Tuy nhiên Nguyễn Đáng vẫn được đi học vào ban đêm, được dạy học bởi thầy giáo tên là Thưởng, nhờ vậy Nguyễn Đáng được biết chữ và tính toán. 

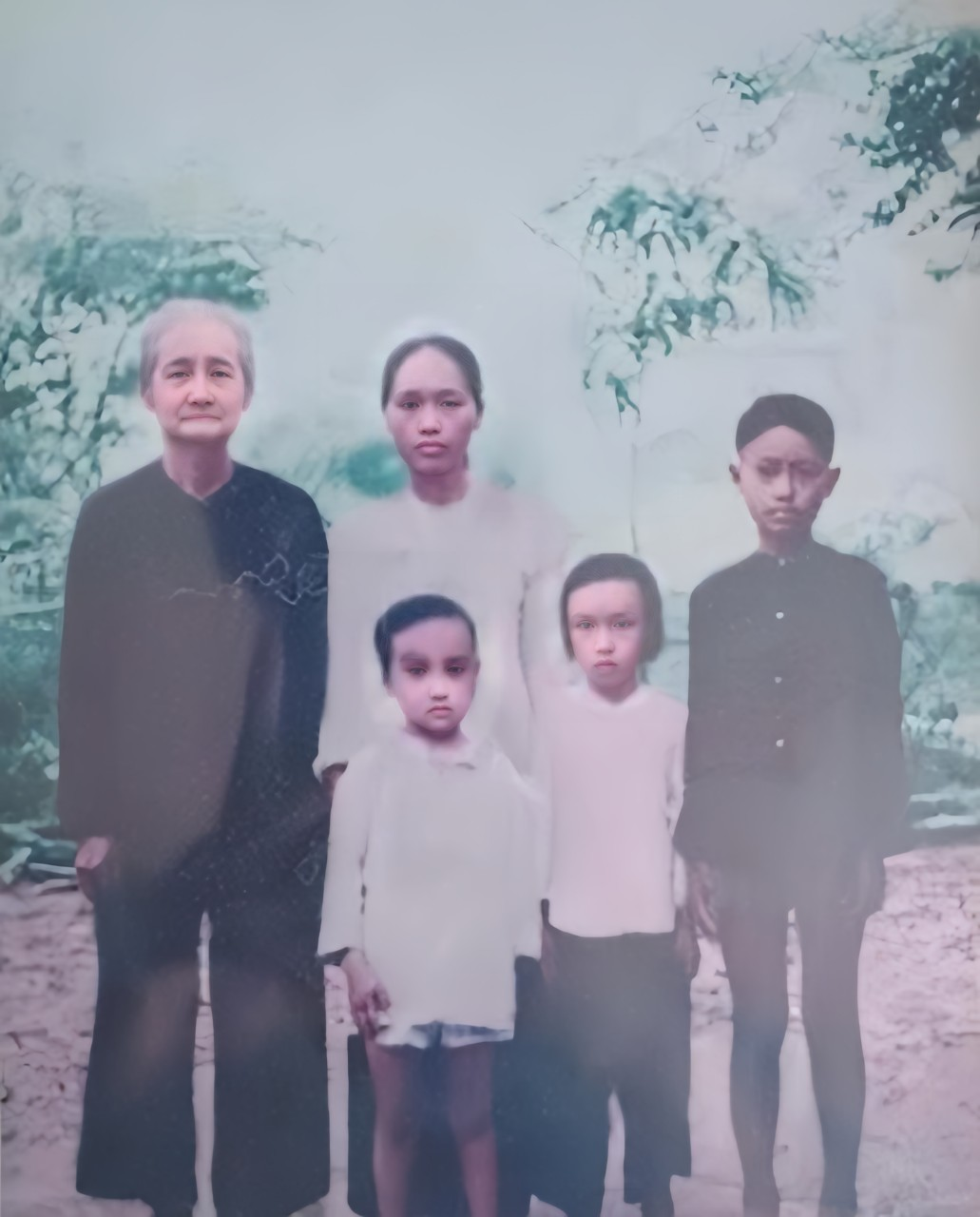
Ảnh người thân của Nguyễn Đáng. Hàng sau từ trái qua phải: mẹ, vợ, con gái thứ năm, con trai thứ ba. Hàng trước: con trai út.

Nguyễn Đáng kết hôn với Nguyễn Thị Ngọc Liễu là người ở cùng quê và cũng theo Việt Minh. Hai người có năm người con, bốn trai và một gái.

### Sự nghiệp chính trị

#### Chiến tranh Đông Dương (1944 - 1954)
Năm 1944, qua sự tuyên truyền của cán bộ Việt Minh là ông Lê Văn Tý (Năm Tý), Nguyễn Đáng quyết định tham gia Việt Minh. Ông thôi ở đợ cho địa chủ và chuyển sang làm nghề đánh thuê xe ngựa hàng ngày từ Huyền Hội đi Bãi San, Tiểu Cần, Cầu Kè, Mai Phốp... Trong thời gian này, ông vừa đánh xe vừa làm liên lạc nắm bắt tình hình quân địch báo lại cho cơ sở của mình.
Đầu năm 1945, phong trào Cách mạng của Việt Minh phát triển mạnh, Nguyễn Đáng gia nhập tổ chức Thanh niên Tiền phong để hoạt động. Ngày 25 tháng 8 năm 1945, ông tham gia lực lượng thanh niên cùng người dân xã Huyền Hội nổi dậy giành chính quyền. Khi chính quyền Cách mạng được thành lập, ông được phụ trách tổ chức Đội thanh niên cứu quốc xã Huyền Hội, vận động thanh niên tham gia lực lượng vũ trang, xây dựng Trung đội du kích thuộc Việt Minh, lãnh đạo tổ chức hoạt động "trừ gian diệt tề", "chống càn quét lấn chiếm", bảo vệ thành quả Cách mạng Tháng Tám.
Ngày 25/4/1947, Nguyễn Đáng và Lê Văn Chữ lãnh đạo quần chúng cùng Chi đội 20 thuộc Quân khu 8 của Việt Minh đánh phục kích quân Pháp trên tuyến lộ Ô Đùng. Quân của Nguyễn Đáng phục kích từ Đập Bà Lãnh đến Ô Đùng, đón đoàn xe của quân Pháp từ Trà Vinh đi Cần Thơ. Trong trận đánh này, quân Việt Minh thắng, tiêu diệt một trung đội lính Pháp thuộc tiểu đoàn cơ động Viễn Đông, một đại đội quân lính thuộc Quân đội Quốc gia Việt Nam, quan chức thực dân Pháp và Quốc gia Việt Nam trong đoàn xe hầu hết đều chết trong trận đánh này, trong đó có Chánh tham biện Trà Vinh, Chánh mật thám Cần Thơ và Đốc phủ tỉnh Trà Vinh - Nguyễn Phước. Phó Chủ tỉnh Trà Vinh là Rémy bị thương cùng quân lính thua trận còn lại chạy về đồn Ô Chát (Song Lộc, Châu Thành). Quân Việt Minh thu được trên 100 khẩu súng các loại, phá hủy 9 xe GMG, 1 xe Jeep và 3 xe dùng chở quan chức.
Tháng 5/1947, Nguyễn Đáng được kết nạp vào Đảng Cộng sản Đông Dương. Tháng 3/1948, ông là đảng viên chính thức của đảng phái chính trị này. Tháng 6/1948, ông được giao nhiệm vụ Xã Đội trưởng kiêm Trưởng An ninh xã Huyền Hội.
Tháng 12/1951, trong một trận đánh của quân Việt Minh và quân lính thực dân Pháp ở Huyền Hội, Nguyễn Đáng bị địch bắt giam ở nhà tù có tên là Khám Lớn ở tỉnh lỵ Trà Vinh (Khám Lớn Trà Vinh). Tháng 8/1952, sau 9 tháng trong tù, ông cùng bạn bè trong tù tổ chức vượt ngục, phá sập nhà tù, giải thoát trên 120 tù nhân gồm người dân và cán bộ của Việt Minh. Theo lời kể của Nguyễn Thành Bảnh là con ruột của Nguyễn Đáng, thấy tù nhân vượt ngục thì lính gác nhà tù đã bắn đạn liên hoàn vào nhóm người vượt ngục. Nguyễn Đáng lúc ấy thể lực suy yếu, không thể chạy nhanh nên được bạn tù tên là Nguyễn Văn Phụng cõng trên lưng tiếp tục chạy thoát. Sau khi vượt ngục thành công, Nguyễn Đáng được một cơ quan của Việt Minh là Huyện ủy Càng Long kiểm tra và xác thực rằng thời gian trong tù ông đã không tiết lộ bí mật cho kẻ địch.

#### Chiến tranh Việt Nam (1954 - 1975)
Tháng 8/1952, Nguyễn Đáng giữ chức vụ Chi ủy viên xã Huyền Hội kiêm Xã Đội trưởng. Tháng 5/1954, Nguyễn Đáng giữ chức vụ Bí thư xã Huyền Hội. Tháng 10/1956, ông đảm nhận chức vụ Huyện ủy viên huyện Càng Long đến tháng 5/1957 thì giữ chức Thường vụ Huyện ủy Càng Long.

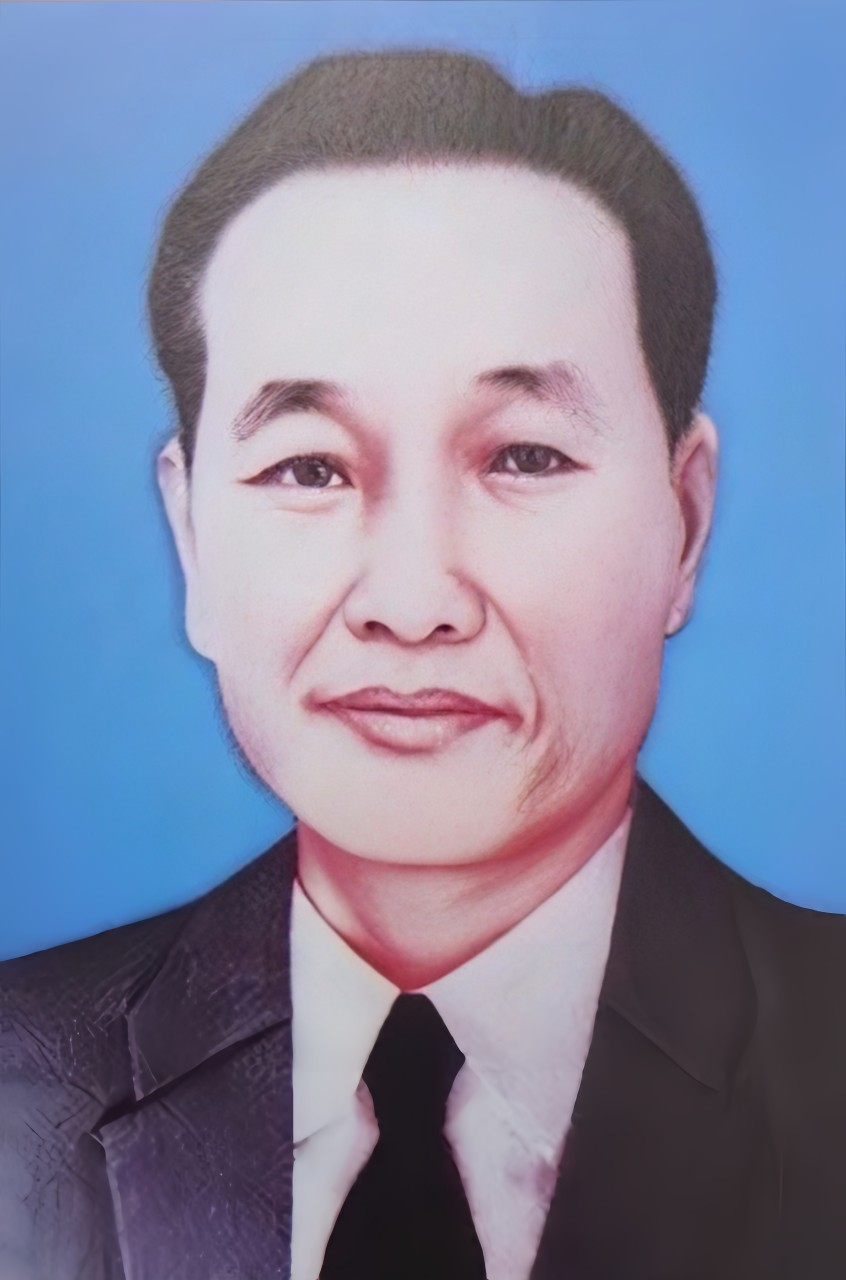
Nguyễn Đáng trong những năm 1959 - 1961

Năm 1959, Nguyễn Đáng là Bí thư Huyện ủy Càng Long. Trong thời gian này, ông và quân lính của mình trong huyện đã tổ chức nhiều trận đánh, nổi bật là trận đánh thắng Tiểu đoàn "Sơn Trắng" của Quân lực Việt Nam Cộng hòa. Ngày 24/2/1960, quân lính Việt Nam Cộng hòa tập trung bao vây nhà ông Lâm Văn Bồng (ở ấp Rô 1, xã Nhị Long, huyện Càng Long) là nơi mà lực lượng của Nguyễn Đáng đang ém quân. Hai quân đánh nhau giáp lá cà, dùng báng súng, dao mác, gậy gộc mà đánh nhau. Trận này, phe của Nguyễn Đáng thắng, thu được 2 súng, hy sinh một người, bị thương hai người. Trong thời gian này, Nguyễn Đáng lãnh đạo phong trào gọi là "trừ gian, diệt tề" để truy lùng kẻ địch để ám sát. Rạng sáng ngày 14/9/1960, người dân cùng quân Việt Minh huyện Càng Long biểu tình, gọi là "tiến hành cuộc Đồng khởi", gõ chuông mõ, hô khẩu hiệu, thắp đuốc khắp nơi, xé cờ Việt Nam Cộng hòa, xé hình Ngô Đình Diệm, bao vây cơ quan chính quyền Việt Nam Cộng hòa ở địa phương, phong tỏa đồn bốt, kêu gọi binh sĩ Việt Nam Cộng hòa nộp vũ khí, đầu hàng. Cuộc biểu tình này được xem là thắng lợi, nhờ đó Nguyễn Đáng được đề bạt vào công tác ở Tỉnh ủy Trà Vinh.
Tháng 3/1961, Nguyễn Đáng giữ chức vụ Tỉnh ủy viên Tỉnh ủy Trà Vinh. Năm 1964 ông giữ chức vụ Phó Bí thư Tỉnh ủy kiêm Chính trị viên Tỉnh đội Trà Vinh. Bấy giờ, Mỹ và Việt Nam Cộng hòa thay đổi chiến lược từ "chiến tranh đơn phương" sang "chiến tranh đặc biệt", mở đầu bằng kế hoạch Staley - Taylor, "bình định nông thôn", "dồn dân lập ấp chiến lược". Trong thời gian này, Nguyễn Đáng được xem là "linh hồn của bộ đội Trà Vinh" đã tích cực lãnh đạo quân lính và quần chúng thực thi những chiến lược chống đối kẻ địch là Mỹ và chính quyền Việt Nam Cộng hòa, phá hủy 289 ấp chiến lược, phá hủy một phần 186 ấp chiến lược khác và phá hủy 198 đồn bốt, cùng nhiều trận đánh tập kích vào cơ quan chính quyền Việt Nam Cộng hòa ở địa phương.

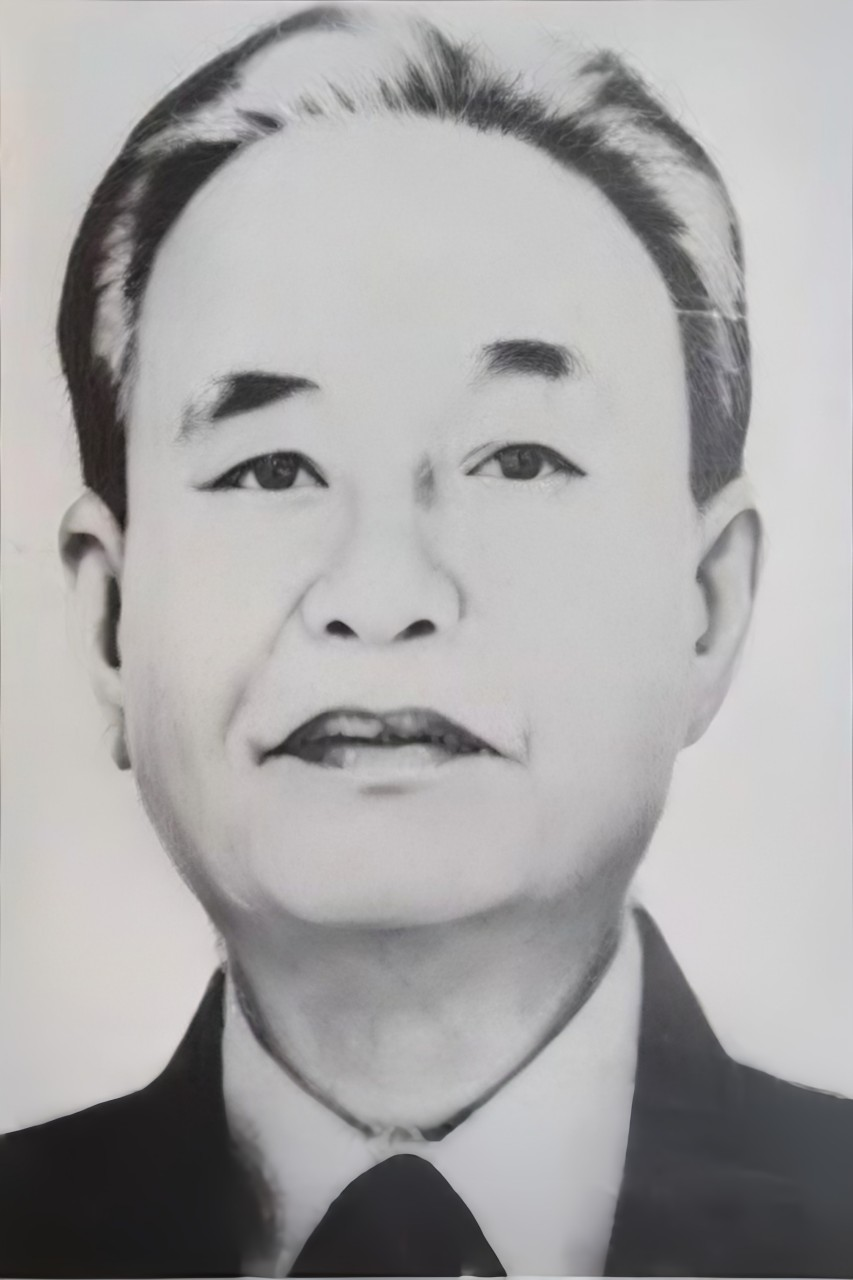
Nguyễn Đáng những năm 1965 - 1958

Tháng 7/1965, Nguyễn Đáng giữ chức vụ Bí thư Tỉnh ủy Trà Vinh, kế nhiệm Phạm Văn Kiết về Khu ủy Tây Nam Bộ nhận chức vụ mới. Trong thời gian Nguyễn Đáng giữ chức vụ này, quân lính Việt Minh đã chiếm được 2/3 đất đai ở địa phương, trong đó có quận lỵ Long Toàn (nay là thị xã Duyên Hải, tỉnh Trà Vinh), được phe Việt Minh xem là "quận lỵ đầu tiên ở miền Tây Nam Bộ được giải phóng trong thời kỳ chống Mỹ, cứu nước". Đại đội 501 và Tiểu đoàn 501 của tỉnh Trà Vinh thuộc Việt Minh được thành lập. Với những thành tích đó, năm 1964, Trung ương Cục miền Nam tặng thưởng Huân chương Quân công hạng Hai cho tỉnh Trà Vinh và được Bộ Chỉ huy miền Nam tặng thưởng danh hiệu "Tỉnh dẫn đầu phong trào nhân dân du kích chiến tranh toàn miền".
Sau thất bại của chiến lược "chiến tranh đặc biệt", Mỹ chuyển sang chiến lược "chiến tranh cục bộ". Nguyễn Đáng tiếp tục lãnh đạo quân lính và quần chúng chống đối kẻ địch là Mỹ và Việt Nam Cộng hòa, xây dựng hầm trú ẩn cho người dân lẩn trốn bom đạn với khẩu hiệu "hầm chắc hơn nhà tốt". Đặc biệt, ở huyện Duyên Hải có những "căn nhà âm", quần chúng chuyển xuống sống và sinh hoạt dưới hầm trú ẩn, nơi đây quân lính Mỹ bắn phá quyết liệt vì có căn cứ Tỉnh ủy Trà Vinh. Chiến thắng đầu tiên của quân Việt Minh ở Trà Vinh là trận đánh vào cứ điểm quân sự kẻ địch sân bay Long Toàn. Năm 1965 và 1966, quân Việt Minh trong tỉnh đã giành nhiều chiến thắng, tiêu diệt 9000 kẻ địch, 37 đồn bốt, 52 xe quân sự, 9 tàu chiến, thu hàng trăm súng các loại, chiếm được 2/3 vùng nông thôn trong tỉnh... Năm 1967, quân Việt Minh tiêu diệt hơn 5000 kẻ địch, khiến 3000 quân lính kẻ địch giải ngũ, phá hủy 105 xe quân sự, 18 tàu chiến, 37 đồn bốt, 20 lô cốt, thu trên 800 súng các loại...
Đầu năm 1968, Nguyễn Đáng chỉ đạo tổ chức một cuộc biểu tình với trên 40.000 quần chúng sống ở huyện Trà Cú tiến vào quận lỵ Trà Cú. Đây được xem là một cuộc diễn tập cho cuộc Tổng tiến công và nổi dậy Tết Mậu Thân 1968 của quân Việt Minh. Khu ủy Khu 9 của Việt Minh thành lập Phân ban Khu ủy Vĩnh - Trà. Ngày 28/1/1968, Ban Chỉ huy Mặt trận Cửu Long (gồm hai tỉnh Vĩnh Long và Trà Vinh) được thành lập chuẩn bị cho cuộc Tổng công kích. Nguyễn Đáng và Phan Quốc Hùng (giữ chức vụ Tỉnh đội trưởng Trà Vinh) lên Phân ban Khu ủy Vĩnh - Trà nhận nhiệm vụ: Trà Vinh tự lực, tự cường đánh chiếm tỉnh lỵ Trà Vinh - tập trung toàn lực lượng tiến hành Tổng tiến công và nổi dậy vào giờ G ngày N (tức 0 giờ ngày 30/1/1968). Sau khi nhận lệnh, Nguyễn Đáng và Phan Quốc Hùng gấp rút về Trà Vinh, vượt sông Măng Thít để kịp truyền lệnh "Tổng công kích". Nguyễn Đáng triệu tập đồng minh đến căn cứ huyện Càng long họp khẩn trong đêm 27 Tết năm ấy, cuộc họp đã quyết định kế hoạch tác chiến cho giờ G ngày N. Nguyễn Đáng phát biểu kết thúc cuộc họp: "Bất cứ giá nào cũng đánh chiếm cho bằng được thị xã (thị xã Trà Vinh), phải hoàn thành trách nhiệm, có gì đánh nấy, vừa đánh, vừa khắc phục, bổ sung...". Sau đó Nguyễn Đáng tổ chức "Đại hội Quân nhân" để củng cố tinh thần, tư tưởng cho quân lính, truyền bá khẩu hiệu: "Tất cả cho tiền tuyến, tất cả để chiến thắng"; "Thề quyết tử cho Tổ quốc quyết sinh"; "Tất cả lên đường giải phóng Trà Vinh"...

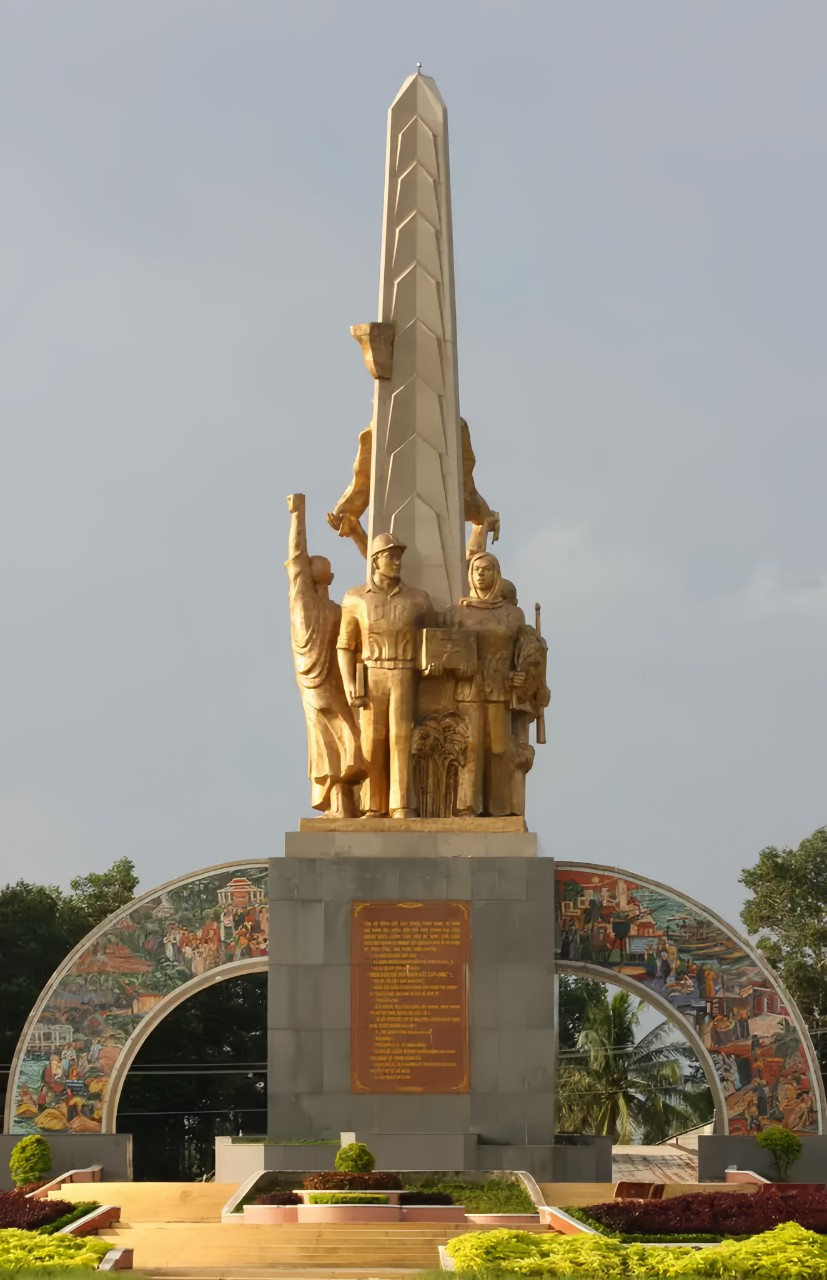
Tượng đài "Toàn dân nổi dậy, đoàn kết lập công" ở tỉnh Trà Vinh

Đúng 0 giờ ngày 30/1/1968 (đêm 30 Tết Mậu Thân), như kế hoạch, quân Việt Minh đồng loạt nổ súng đánh phá vào các cơ quan của Việt Nam Cộng hòa ở khắp nơi trên toàn miền Nam Việt Nam. Tại tỉnh Trà Vinh, trong khi tỉnh trưởng Vĩnh Bình - một quan chức của Việt Nam Cộng hòa, đang ăn Tết cùng bạn bè tại Dinh Tỉnh trưởng thì Đại đội 509 của Việt Minh bất ngờ đánh vào. Quan chức Việt Nam Cộng hòa bỏ chạy về trung tâm hành quân Tiểu khu. Việt Minh chiếm được Dinh Tỉnh trưởng, tòa Hành chính, hậu cứ tỉnh Đoàn bảo an và Khám Lớn Trà Vinh, hậu cứ Trung đoàn 14, Sư đoàn 9 bộ binh của Việt Nam Cộng hòa, cứ điểm Đại đội Thám báo, Ngân hàng Phát triển Nông thôn... kêu gọi gần 100 binh lính Việt Nam Cộng hòa đào ngũ, đầu hàng... Việt Minh thắng lớn, chiếm được nhiều vùng trên toàn tỉnh Trà Vinh, tiêu diệt 6.335 kẻ địch, 250 đồn bốt, thu 1.625 súng các loại... Việt Minh được quần chúng ủng hộ và tiếp tế, là một yếu tố quan trọng góp phần cho sự chiến thắng này. Sau khi bị đánh bất ngờ, quân lính Việt Nam Cộng hòa quay lại phản công ở thị xã Trà Vinh, Nguyễn Đáng nhận thấy tình thế bất lợi nên ra lệnh cho quân lính rút lui, chỉ để lại một bộ phận nhỏ quân lính tại thị xã, sau đó lập bàn kế hoạch tiếp tục tấn công địch, chiếm được 3/4 dân số và đất đai trong tỉnh. Với những thành tựu kể trên, Trung ương Cục miền Nam đã tặng thưởng danh hiệu "Ngọn cờ đầu" toàn miền Tây với huân chương Thành đồng hạng Nhất và lá cờ tám chữ vàng "Toàn dân nổi dậy, đoàn kết lập công".
Chiến lược "chiến tranh cục bộ" bị phá sản, Mỹ chuyển sang chiến lược "Việt Nam hóa chiến tranh", trong đó có âm mưu chọn Trà Vinh làm một trong những địa bàn trọng điểm triển khai chương trình "bình định cấp tốc". Mỹ và chính quyền Việt Nam Cộng hòa đưa đến Trà Vinh một lượng lớn quân lính và phương tiện chiến tranh hiện đại. Tính đến năm 1968, số quân lính tăng lên đến 11.984, tại các điểm nút giao thông, Mỹ và Việt Nam Cộng hòa xây đồn bốt, lô cốt, đến cuối năm 1968, ở Trà Vinh đã có 400 đồn bốt. Về phía Việt Minh, Nguyễn Đáng chỉ huy xây dựng căn cứ cho Đặc Khu ủy, bố trí quân lính bảo vệ Võ Văn Kiệt và Trần Bạch Đằng, giao nhiệm vụ cho Bí thư huyện Càng Long phân công cán bộ chăm lo, bảo vệ các đồng chí Khu ủy.
Trong những năm tiếp theo, Nguyễn Đáng tiếp tục lãnh đạo quân lính và quần chúng ủng hộ Việt Minh ở tỉnh Trà Vinh chống phá kẻ địch là Mỹ và quân lính Việt Nam Cộng hòa. Chiến sự ở tỉnh Trà Vinh bấy giờ được đánh giá là rất ác liệt. Tháng 8/1968, Nguyễn Đáng nhận chức vụ Khu ủy viên chính thức Khu ủy Tây Nam Bộ, phụ trách Trưởng Phân ban Vĩnh Long - Trà Vinh.
Sau khi Hiệp định Paris được ký kết ngày 27/1/1973, Mỹ rút quân về nước, không tiếp tục can thiệp vào chính trị và quân sự miền Nam Việt Nam. Miền Nam Việt Nam lúc bấy có hai chính quyền là Việt Nam Cộng hòa và Cộng hòa Miền Nam Việt Nam, cả hai chính quyền tiếp tục chiến tranh với nhau cả về chính trị lẫn quân sự. Năm 1974, Nguyễn Đáng nhận chức vụ Trưởng Ban Binh vận Khu 9. Trong những năm 1973 - 1974, Quân khu 9 của Việt Minh đã tiêu diệt 22.000 kẻ địch, 61 đồn bốt, chiếm được nhiều vùng đất.
Để chuẩn bị cho "Chiến dịch Hồ Chí Minh", Nguyễn Đáng nhận chức vụ Phó Tư lệnh Mặt trận miền Tây Nam Bộ kiêm Trưởng Ban Binh vận, được cấp trên giao cho nhiệm vụ kiểm soát sân bay Trà Nóc, cắt đứt quốc lộ 14, để ngăn chặn việc quân Việt Nam Cộng hòa từ Sài Gòn chạy xuống Cần Thơ cố thủ khi bại trận và ngăn chặn quân chi viện từ Cần Thơ chạy lên Sài Gòn. Ngày 26/4/1975, "Chiến dịch Hồ Chí Minh" bắt đầu, Nguyễn Đáng giữ chức vụ Phó Tư lệnh Mặt trận miền Tây Nam Bộ, kiêm Trưởng Ban Binh vận Khu, kiêm Phó Chính ủy Ban chỉ huy tiền phương Quân khu, được cấp trên giao nhiệm vụ phụ trách đánh chiếm khu vực "Vòng Cung Cần Thơ" và Thành phố Cần Thơ. Nguyễn Đáng phân công cho Nguyễn Văn Bền chiếm cơ quan đầu não của chính quyền Việt Nam Cộng hòa ở thành phố Cần Thơ, Tư lệnh Vùng 4 chiến thuật của Việt Nam Cộng hòa là ông Nguyễn Khoa Nam đã tuyên bố đầu hàng trên đài phát thanh. Nguyễn Đáng cùng quân lính của mình đánh chiếm sân bay Trà Nóc. Sau đó Nguyễn Đáng cùng quân lính của mình chi viện cho quân Việt Minh ở các vùng khác trong tỉnh Cần Thơ, tỉnh Long Xuyên và tỉnh Long Châu Hà. Đến ngày 2/5/1975, Cộng hòa Miền Nam Việt Nam hoàn toàn chiếm lĩnh miền Nam Việt Nam.

#### Sau khi hòa bình lập lại ở Việt Nam (1975 - 1984)
Sau khi quân Việt Minh chiếm được Long Xuyên, Nguyễn Đáng nhận chức vụ Bí thư Tỉnh ủy Long Châu Hà. Tháng 2/1976, chính quyền sở tại giải thể tỉnh Long Châu Hà, thành lập tỉnh An Giang, Nguyễn Đáng nhận chức vụ phó Bí thư Thường trực Tỉnh ủy An Giang. Nguyễn Đáng lãnh đạo tỉnh An Giang trong thời gian này được đánh giá là một vị quan chức thương dân và được dân thương, đã chỉ đạo và đề ra các chính sách khắc phục hậu quả chiến tranh, nâng cao đời sống quần chúng trong tỉnh.
Tháng 2/1976, Chính phủ Cách mạng Lâm thời Cộng hòa Miền Nam Việt Nam đã sát nhập tỉnh Vĩnh Long và Trà Vinh thành tỉnh Cửu Long. Cuối năm 1976, Nguyễn Đáng nhận chức vụ Bí thư Tỉnh ủy Cửu Long và giữ chức vụ này cho đến khi qua đời. Trong thời gian đảm nhiệm chức vụ, Nguyễn Đáng được chính quyền đánh giá tốt, xây dựng và củng cố bộ máy chính quyền, gây dựng sức ảnh hưởng của Đảng Cộng sản Việt Nam ở địa phương, thực hiện các kế hoạch và chính sách về mọi mặt trong đời sống quần chúng. Tình hình dân sinh ở tỉnh Cửu Long được nâng cao hơn so với thời Việt Nam Cộng hòa cai quản vùng đất này.

#### Chiến tranh Đông Dương lần thứ ba (1978 - 1991)
Khi chiến tranh biên giới Việt Nam - Campuchia năm 1978 nổ ra, Nguyễn Đáng chỉ đạo quân lính trong tỉnh Cửu Long chi viện cho các tỉnh biên giới ở Việt Nam chống lại quân lính của chế độ Campuchia Dân chủ xâm chiếm lãnh thổ Việt Nam. Sau đó, Nguyễn Đáng đã chỉ đạo quân đội của tỉnh Cửu Long, gọi là Quân đoàn 4 - Binh đoàn Cửu Long, sang tỉnh Kampong Speu (Campuchia) để giúp chính quyền Cộng hòa Nhân dân Campuchia trong tỉnh chống lại chính quyền Campuchia Dân chủ.

## Lâm bệnh và qua đời
Những ngày đầu tháng 3/1984, Nguyễn Đáng ngã bệnh nhưng ông vẫn tiếp tục làm việc. Đến khi khi tình hình sức khỏe trở nặng thì ông được đưa lên bệnh viện Thống Nhất ở Thành phố Hồ Chí Minh rồi chuyển ra bệnh viện Hữu Nghị Việt - Xô (nay là bệnh viện Hữu Nghị) ở Hà Nội. Thời gian ông nằm viện, các lãnh đạo cấp cao của Đảng và Nhà nước Việt Nam là Lê Duẩn, Nguyễn Hữu Thọ, Võ Văn Kiệt, Phạm Hùng, Đinh Đức Thiện, Nguyễn Thị Định... đến thăm hỏi. Vào lúc 1 giờ 2 phút ngày 8/4/1984, Nguyễn Đáng qua đời. Ông được chôn cất ở Nghĩa trang Liệt sĩ tỉnh Cửu Long (nay là nghĩa trang Liệt sĩ tỉnh Vĩnh Long).

## Nhận xét
Nhà văn Trần Bạch Đằng đã viết:

Tượng đài Nguyễn Đáng thuộc trường THPT Nguyễn Đáng

"Một con người đẹp như thế đó vĩnh biệt chúng ta. Anh yêu cuộc sống và anh phấn đấu ngoan cường để giành từng giây với cái chết, ngay vào thời điểm hoàn toàn tuyệt vọng.
Ông lưu luyến với bao nhiêu công việc còn dở dang. Nhưng bạn bè của ông nghĩ rằng ông không vắng mặt trong đội ngũ, ít nhất ông cũng để lại một cái gì không thể phai mờ, bằng chính cách sống của ông".
Cổng thông tin điện tử Trà Vinh viết:
"Đồng chí Nguyễn Đáng là một người nhân hậu, không quan cách, tác phong giản dị, dễ gần gũi với quần chúng. Đức tính lo cho người khác trước khi lo cho mình như bản chất có sẵn trong ông.
Trong lãnh chỉ đạo phong trào, ông đi sâu sát đến từng cơ sở. Ông ít ngồi văn phòng mà những nơi ông thường có mặt là các huyện, xã đến kiểm tra, đôn đốc giải quyết những vấn đề cấp thiết tại chỗ. Đi công tác ông thường mang theo máy bộ đàm để khi gặp vấn đề cần phải giải quyết ngay, ông mời Huyện ủy, Ủy ban Nhân dân huyện cùng đến giải quyết kịp thời. Ông biết lắng nghe sự  góp ý chân tình của anh em, không tự ái mỗi khi có người khác góp ý, phê bình Tỉnh ủy và bản thân mình.

Bia tóm tắt tiểu sử Nguyễn Đáng

Ở tỉnh Cửu Long, đồng chí Nguyễn Đáng là trung tâm của khối đoàn kết nội bộ, rất mực yêu thương đồng chí, đồng bào. Đối với cấp trên, ông tôn trọng nhưng cũng rất trung thực, thật thà nói những điều chưa trông hoặc thấy cần trao đổi về các ý kiến chỉ đạo. Đối với cấp dưới, ông luôn coi mọi người là bạn bè. Trong Ban chấp hành Tỉnh Đảng bộ, Nguyễn Đáng là hạt nhân đoàn kết, có sức thuyết phục và cảm hóa mọi người. Năm 1981, đồng chí Tổng Bí thư Lê Duẩn về thăm Đảng bộ và nhân dân Cửu Long đã biểu dương tỉnh có 4 cái được: “Được mùa, được lúa, được quân, được lòng dân phấn khởi”. Những cái được đó của Đảng bộ và quân dân tỉnh nhà không tách rời sự lãnh đạo của Tỉnh ủy Cửu Long do ông đồng chí Nguyễn Đáng lãnh đạo.
Đồng chí Nguyễn Đáng cũng là người rất quý trọng các nhà khoa học và các văn nghệ sĩ. Ông không phân biệt các nhà khoa học được đào tạo trong chế độ cũ hay mới, miễn là người đó giỏi chuyên môn, tận tụy với công việc. Ông thường nói: “Tôi chỉ tính điểm giỏi hay dở, tốt hay xấu ngay bây giờ”. Ông chỉ vào đầu mình và nói: “Cũ hay mới là ở cái này”."
Một tháng chống chọi với bệnh tật là một tháng ông luôn nghĩ về những công việc đang tiến hành dở dang, các kế hoạch chưa thực hiện của tỉnh. Nằm trên giường bệnh mỗi khi tỉnh dậy, ông đều hỏi tình hình ở tỉnh những công việc ở tình nay đã làm đến đâu? Biết mình không qua khỏi cơn bệnh hiểm nghèo, ông dặn vợ: “Tôi mất rồi, mình trả ngôi nhà cho Đảng, về sống với anh em đồng chí. Anh em ăn chén cơm đầy, thì mình ăn chén cơm lưng, mình nhớ”."
Trong điếu văn Bí thư Nguyễn Đáng, Bí thư trung ương Đảng Cộng sản Việt Nam Trần Kiên đã đọc tại lễ truy điệu rằng:
"...Thương tiếc đồng chí Nguyễn Đáng, chúng ta ghi nhận sự cống hiến quý báu của đồng chí với vai trò trung tâm đoàn kết trong đảng bộ và quần chúng, quan hệ chặt chẽ với các ban ngành trung ương, với các địa phương và góp phần xây dựng ngày càng vững chắc tình đoàn kết hợp tác hữu nghị với tỉnh bạn Kampong Speu kết nghĩa, tạo thành sức mạnh cho phong trào cách mạng của tỉnh nhà...".
"...Chúng ta ghi nhớ mãi con người đôn hậu, đầy lòng nhân ái, chân tình, gần gũi giúp đỡ đồng chí, đồng đội, luôn luôn chăm lo đến lợi ích quần chúng, biết tin, dựa vào quần chúng, lắng nghe ý kiến cán bộ và nhân dân, bình tĩnh, quyết đoán công việc vì lợi ích của Đảng, của Nhân dân, hết mực thủy chung thương yêu chăm sóc gia đình vợ con...".

## Giải thưởng
- Huân chương Quyết thắng hạng Nhất
- Huân chương Giải phóng hạng Nhất
- Huân chương Kháng chiến chống Mỹ hạng Nhất
- Huân chương Độc lập hạng Nhất
- Huân chương "Lao động quên mình" do Nhà nước Liên Xô tặng (năm 1982).[8]
- Huân chương Hồ Chí Minh (năm 2008)

## Vinh danh
- Trường Trung học Phổ thông Nguyễn Đáng tọa lạc ở khóm 6, thị trấn Càng Long, huyện Càng Long, tỉnh Trà Vinh được đặt theo tên của Nguyễn Đáng.[10]
- Trường THCS Nguyễn Đáng tọa lạc ở khóm 1, thị xã Duyên Hải, tỉnh Trà Vinh được đặt theo tên của Nguyễn Đáng.[11]
- Tên của Nguyễn Đáng được đặt cho một số con đường ở Trà Vinh.[12][13]
- Công viên Nguyễn Đáng tọa lạc trên đường Nguyễn Đáng, phường 7, thành phố Trà Vinh, tỉnh Trà Vinh được đặt theo tên của Nguyễn Đáng.
- Sách "Đồng chí Nguyễn Đáng - Người cộng sản trung kiên, mẫu mực, suốt đời vì Đảng, vì dân" được xuất bản bởi Tỉnh ủy Trà Vinh vào tháng 12 năm 2023. Nội dung quyển sách là cuộc đời của và sự nghiệp của Nguyễn Đáng.[14]
- Soạn giả Lê Duy Hạnh sáng tác tuồng cải lương "Ký họa người đồng bằng", trong đó nhân vật Năm Hiếu được sáng tạo dựa trên hình tượng của Nguyễn Đáng.

## Hình ảnh

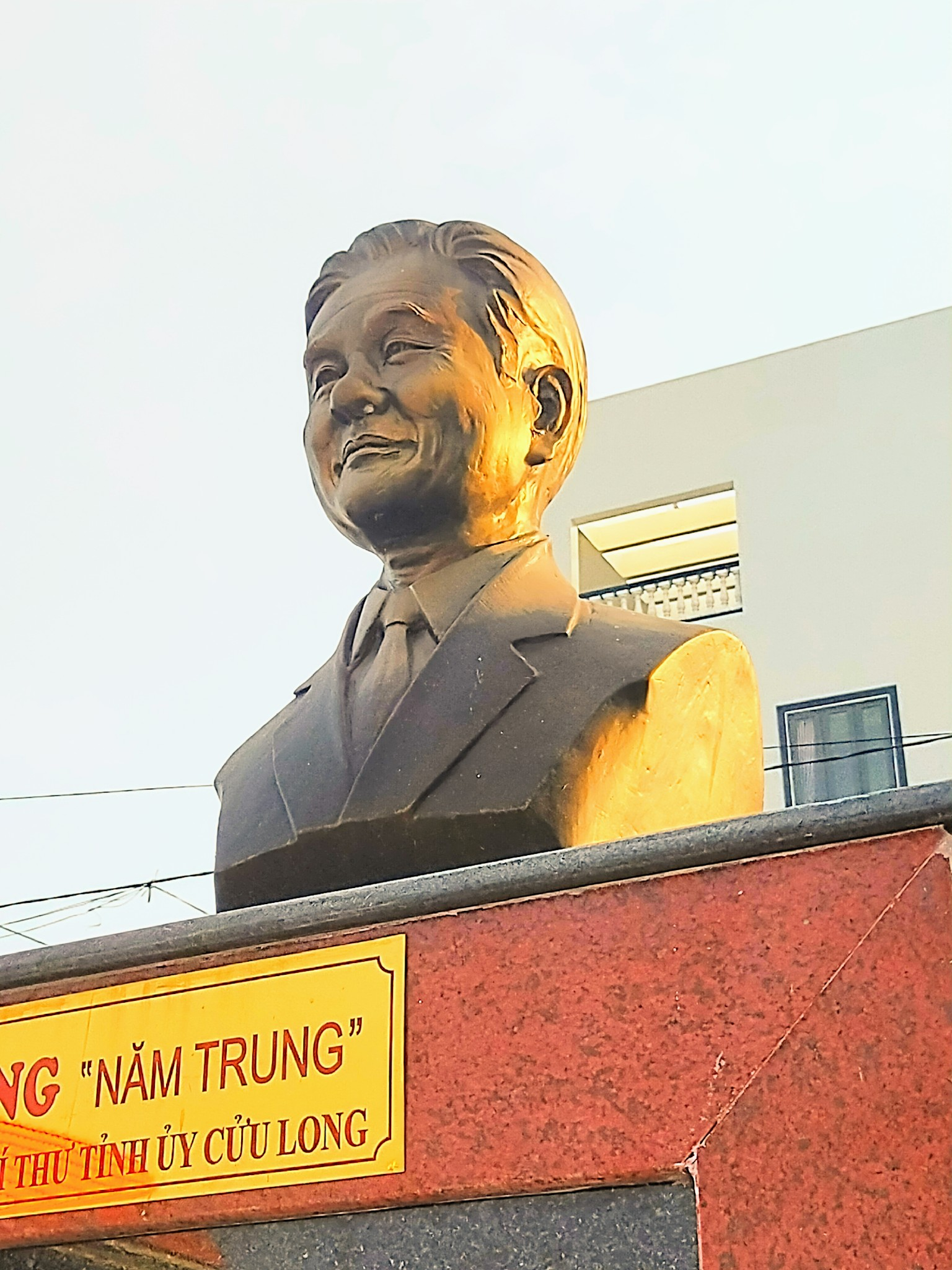
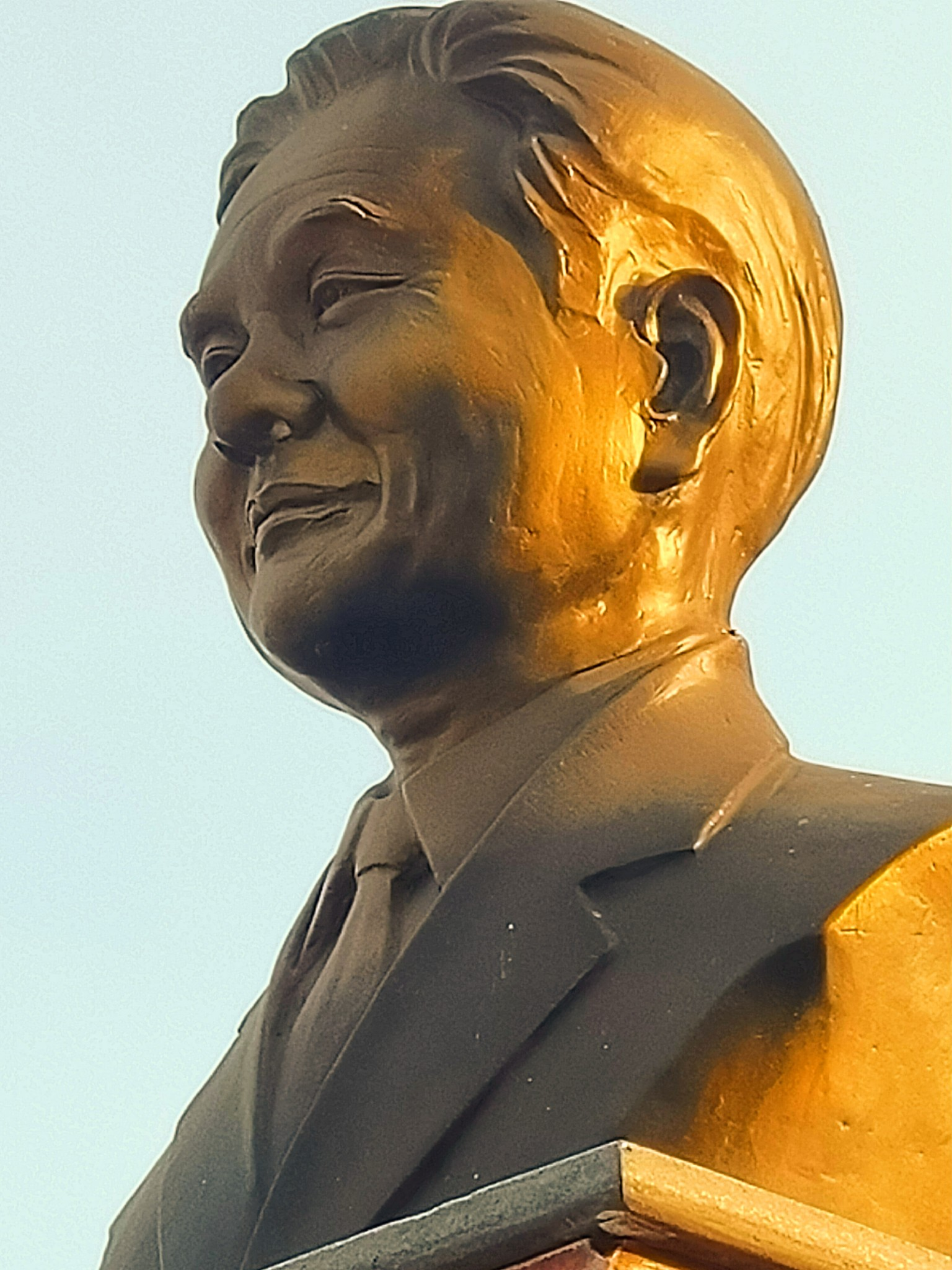
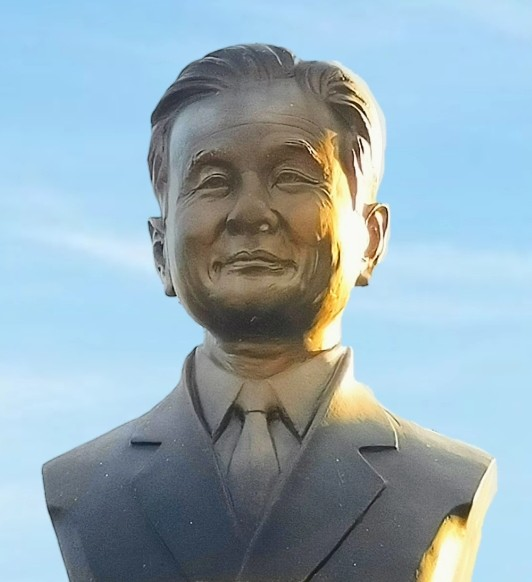
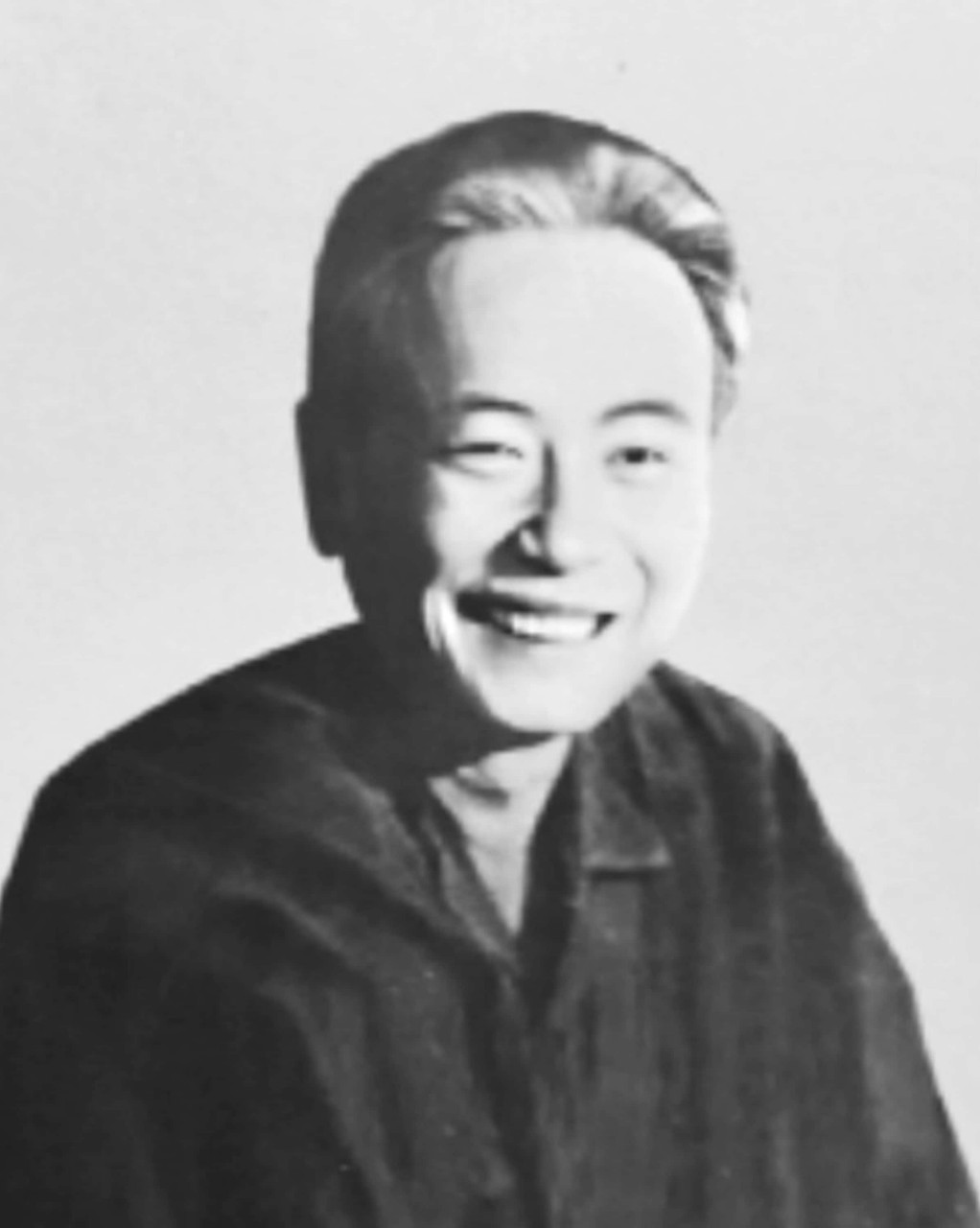